# Klinker

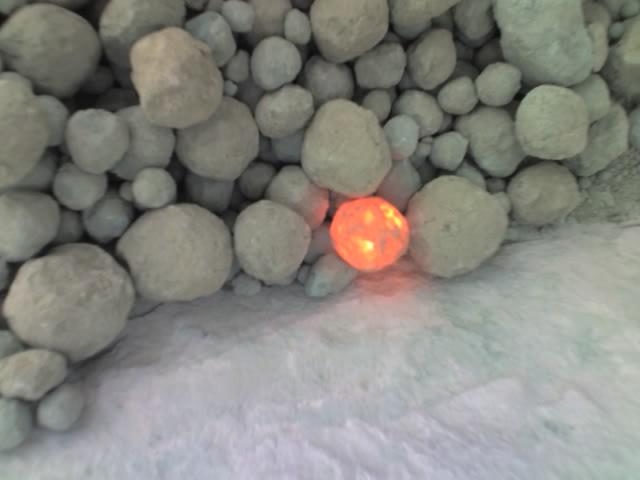
Forró klinker.

A klinker a portland cement gyártása során a cementégető kemencében keletkező szilárd anyag, mely zsugorodással alakul ki, általában 3-25 mm átmérőjű darabokká.  
A név holland eredetű, német közvetítéssel került a magyarba. Klinker németül fémszerűen csengő kemény tégla.

## Használata
A klinkert őrlik (általában egy kevés  gipsz hozzáadásával), hogy portland cement legyen belőle. Más adalékanyaggal vagy kémiai összetevővel is készülhet:
- őrölt granulált kohó salak cement
- pozzolana (vulkanikus hamu) cement
- szilikapor cement

A klinker hónapokig eláll minőségi romlás nélkül, amennyiben száraz helyen tárolják. Emiatt nagy mennyiségben értékesítik világszerte. Cementgyártók klinkert vesznek és a sajátjuk mellé leőrlik  a cementgyárukban. Gyártók akár hajón szállítják a klinkert őrlő üzembe, ahol a cementgyártáshoz szükséges nyersanyag nem áll rendelkezésre.

## Klinker őrlését segítő anyagok
A klinkerhez elsősorban gipszet adnak, mint a cement egyik kötőanyagát, de nagyon hatékony még a klinker őrlését elősegíteni úgy, hogy megelőzzük a csomósodását. 
Szerves anyagokat is szoktak hozzáadni segítőként, hogy a por csomósodását elkerüljék. Más adalékot is lehet használni, mint például etilénglikol, olajsav, dodecilbenzolszulfonát.

## Fordítás
Ez a szócikk részben vagy egészben  a   Clinker (cement) című angol Wikipédia-szócikk fordításán alapul.  Az eredeti cikk szerkesztőit annak laptörténete sorolja fel. Ez a jelzés csupán a megfogalmazás eredetét és a szerzői jogokat jelzi, nem szolgál a cikkben szereplő információk forrásmegjelöléseként.